# NGC 7782
NGC 7782 (również PGC 72788 lub UGC 12834) – galaktyka spiralna (Sb), znajdująca się w gwiazdozbiorze Ryb. Odkrył ją William Herschel 12 listopada 1784 roku. Jest to galaktyka z aktywnym jądrem typu LINER.
W galaktyce tej zaobserwowano supernową SN 2003gl.